# Никитины
Никитины — дворянские рода.
В Гербовник внесены три фамилии Никитиных:
1. Потомки Гавриила Прокофьевича Никитина, верстанного поместным окладом (1628) (Герб. Часть IX. № 71).
2. Потомки Алексея Никитина, писанного в числе детей боярских (1665) (Герб. Часть X. № 60).
3. Алексей Петрович Никитин (впоследствии граф), кавалер ордена Святого Георгия 3 степени (1813) (Герб. Часть X. № 19)[1].

Два из них, восходящие к XVII века, внесены в VI часть родословных книг Тверской и Тамбовской губерний.
Высочайше утверждённым 4 (17) января 1901 года мнением Государственного совета подъесаулу графу Александру Николаевичу Граббе было дозволено присоединить к своей фамилии и гербу фамилию и герб его прадеда графа А.П. Никитина и именоваться графом Граббе-Никитиным.
Другие роды Никитиных — позднейшего происхождения.

## История рода
Опричниками Ивана IV Васильевича Грозного числились: Богдан, Василий, Ворыпай, Дорога, Матвей Иванович, Нечай, Никифор Русинович, Андрей, Филипп и Яким Нечаевы (1573).

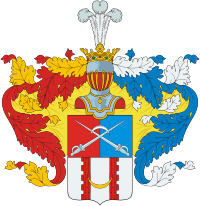
герб дворян Никитиных ОГ IX, 71

## Описание гербов

#### Герб. Часть IX. № 71.
В верхней половине щита в красном и голубом полях крестообразно положены две серебряные шпаги и луна, обращённая рогами вниз. В нижней серебряной половине перпендикулярно означены две стены красного цвета и между ними золотая луна.
Щит увенчан дворянским шлемом и короной с тремя страусовыми перьями. Намёт на щите красный и голубой, подложенный золотом.

#### Герб. Часть XX. № 86
Герб потомства действительного статского советника Анатолия Николаевича Никитина: щит поделён на четыре части. В первой, зеленой части, серебряный якорь, диагонально вправо (польский герб Котвица). Во второй и третьей, серебряных частях, три зеленые шестиконечные звезды (две вверху, одна внизу) (изм. польский герб Карп). В четвёртой, зелёной части, серебряная пчела по диагонали вправо. Над щитом дворянский коронованный шлем. Нашлемник - три страусовых пера: среднее - зелёное, крайние - серебряные. Намёт: зелёный с серебром. Девиз <<СИЛА В ВЕРЕ>> серебряными буквами на зеленой ленте.

#### Герб. Часть XX. № 122.
Герб потомства действительного статского советника Петра Иосифовича Никитина: щит рассечён. В правой, горностаевой части, два скрещенных чёрных карабина. В левой, зелёной части, вертикально, золотой пламенеющий меч. Над щитом дворянский коронованный шлем. Нашлемник - три страусовых пера: среднее - зелёное, крайние - серебряные. Намёт: зелёный с серебром.

## Известные представители
- Никитин Степан Семёнович - московский дворянин (1636-1658).
- Никитин Трифон - подьячий, потом дьяк, воевода в Вологде (1638-1639).
- Никитин Третьяк Васильевич - дьяк (1640), воевода в Тобольске (1646-1652) (три раза).
- Никитин Третьяк - воевода в Дмитрове (1646-1647).
- Никитин Герасим Петрович - воевода в Красноярске (1663-1666).
- Никитин Матвей Петрович - московский дворянин (1672-1677).
- Никитин Василий - дьяк (1676), воевода в Нижнем-Новгороде (1680-1682).
- Никитин Алексей Васильевич - дьяк (1692).
- Никитин Константин Герасимович - стряпчий (1692).
- Никитин Иван Дементьевич - московский дворянин (1692).
- Никитин Данила Васильевич - дьяк (1695)[5][6].
- Никитин Александр Павлович (1824—1891) — русский генерал, командующий войсками Виленского военного округа.
- Граф Никитин Алексей Петрович (1777—1858) — русский военачальник эпохи наполеоновских войн, генерал от кавалерии. Возведён в графское достоинство (1847).
- Никитин Афанасий (? - 1475) - мореплаватель, был одним из первых европейцев, ступившим на землю Индии. Знаменитый путешественник открыл восточную страну за четверть века до Васко да Гамы и других португальцев.
- Никитин Фёдор Александрович

#### Занесены на стенуХрама Христа Спасителяг. Москва
- Никитин - капитан 24-го егерского полка погиб († 18-19 июля 1812).
- Никитин - прапорщик Симбирского пехотного полка погиб под Смоленском (04-08 августа 1812).
- Никитин - подпоручик Муромского пехотного полка погиб под Малоярославцем (12 октября 1812)[1].